# NGC 115
NGC 115 (również PGC 1651) – galaktyka spiralna z poprzeczką (SBbc), znajdująca się w gwiazdozbiorze Rzeźbiarza. Odkrył ją John Herschel 25 września 1834 roku.